# Důkazy v domácím násilí
Důkazy v domácím násilí jsou právním pojmem.[zdroj⁠?!] Domácí násilí je jednou z nejrozšířenějších forem násilí, která postihuje až 10 % partnerských vztahů. Specifikem je násilí páchané doma za zavřenými dveřmi, bez svědků a s omezenými důkazními prostředky. Tento fakt činí z domácího násilí oblast s vysokou latencí.

## Svědecká výpověď
Klíčovým důkazem je vždy svědecká výpověď oběti domácího násilí. Oběť tak činí v rámci podaného trestního oznámení. To je následně prošetřeno orgány činnými v trestním řízení v rámci přípravného řízení. Komplikovanost správného vyhodnocení takového důkazu spočívá v samotném postavení oběti. Často se totiž jedná o tzv. syndrom oběti. Oběť pociťuje stud za prožité události, mnohdy vypovídá neúplně a nepřesně. Častým jevem je zpochybňování věrohodnosti oběti nebo výpovědi jí podané.
Orgán činný v trestním řízení musí pro vznesení obvinění vůči pachateli domácího násilí shromáždit dostatek kumulovaných jednání pachatele, které musí spojovat zejména soustavnost a míra intenzity páchaného násilí. Trestní zákoník totiž nezná trestný čin „domácího násilí.“ O tomto skutku se jedná jako o trestném činu týrání osoby žijící ve společném obydlí. Samotná výpověď oběti domácího násilí není dostatečným důkazním prostředkem a tvrzení oběti je třeba podložit dalším důkazním materiálem.

## Lékařské zprávy
Ve chvíli, kdy domácí násilí provází fyzické útoky, musí oběť po napadení vyhledat lékařské ošetření. Oběti je poskytnuta lékařská péče a zároveň je s ní sepsán protokol o příčině nálezů v lékařské zprávě označených. Lékař vytvoří záznam o stavu oběti písemnou formou, případně i fotodokumentací. Lékař je povinen oznámit orgánům činným v trestním řízení návštěvu oběti, která uvedla, že zdravotní nález byl spáchán v rámci probíhajícího domácího násilí. Lékař může být následně orgány činnými v trestním řízení vyzván k podání svědecké výpovědi.

## Záznamy elektronické komunikace
Vývojem komunikačních technologií došlo i k vývoji využívání nástrojů komunikace mezi obětí a pachatelem domácího násilí. Častým jevem je tak kontrola a řízení oběti ze strany pachatele i v době jeho fyzické nepřítomnosti v místě bydliště. Jako komunikační kanál jsou využívány mobilní aplikace a sociální sítě. Je nutné komunikaci s pachatelem předat orgánům činným v trestním řízení v listinné podobě nebo ve formě zvukového záznamu či nahrávky.

## Svědecké výpovědi dětí
Specifikem domácího násilí je přítomnost dětí žijících v rodině u jednání pachatele vůči oběti. Orgány činnými v trestním řízení jsou tyto děti zahrnovány do seznamu ohrožených osob. Empirické výzkumy prokázaly, že již dítě ve věku 2 let dokáže identifikovat, že se v rodině „něco děje“ a odnáší si do života trauma z prožitého násilí, byť v pasivní formě, nebo se v dospělosti stylizuje do role pachatele domácího násilí (tzv. okoukaná agresivita). 
Dítě může, v rámci vyšetřování, být vyslyšeno v roli svědka. Výslech je veden vyškoleným vyšetřovatelem ve speciální výslechové místnosti. Způsob vedení a délka výslechu odpovídá věku a mentální vyspělosti dítěte. V rámci výslechu jsou používány pomůcky a loutky jejichž prostřednictvím může ukázat, co vidělo a zažilo. Výslech je prováděn za asistence pracovníka OSPOD, který zde vystupuje v opatrovníka nezletilého dítěte.

## Svědecké výpovědi ostatních osob
Svědecké výpovědi ostatních osob se v podobných případech často nevyskytují. Násilí se většinou odehrává za zavřenými dveřmi, bez svědků. Mnohdy však oběti domácího násilí navrhují k důkazům přidat výslech svědků, kterým se svěřili se situací v domácnosti. Tyto svědecké výpovědi nejsou pro trestní řízení dostačujícím důkazem, ve smyslu samotné podstaty. Svědek může vypovídat pouze o tom, co sám viděl nebo slyšel a nemůže předávat zprostředkované informace.

## Důkazy z moci úřední
Vstupem účinnosti zákona číslo 135/2006 Sb. bylo zakotveno v zákoně nově právo Policie České republiky k provedení vykázání násilné osoby z obydlí. Tento institut je četně využíván hlídkami Policie ČR, které jsou přivolány k incidentu domácího násilí. Vykázání samo o sobě není trestem. Je ale nástrojem pro okamžité řešení situace v rodině. V lhůtě běžící ve vykázání pak mnohdy nalézá oběť odvahu podat trestní oznámení na pachatele domácího násilí. O každém vykázání je na policii veden záznam. Skutečnost, že opakovaně došlo k vykázání pachatele domácího násilí z obydlí, je proto důkazem o realizaci postupu z moci úřední.